# Acide clavulanique
L'acide clavulanique est un inhibiteur de bêta-lactamase, administré conjointement avec certaines pénicillines (telles que l'amoxicilline et la ticarcilline) pour empêcher leur inactivation par des bactéries résistantes afin d'éviter de réduire leur spectre d'activité initial. Il s'agit d'une bêta-lactamine dont l'activité antibiotique est très faible, mais sa liaison avec les bêta-lactamases est irréversible. C'est une substance naturellement produite par les bactéries de l'espèce Streptomyces clavuligerus (en).
L'acide clavulanique est utilisé sous forme de clavulanate de potassium. Il est un puissant inhibiteur des bêta-lactamases à sérine active (pénicillinases plasmidiques (type TEM); des pénicillinases chromosomiques ; des céphalosporinases chromosomiques).
L'association amoxicilline-acide clavulanique est inscrite sur la liste des médicaments essentiels de l'OMS ; elle est commercialisée sous les noms d'Augmentin, de Ciblor, mais également sous de nombreuses formes dites génériques. L'association ticarcilline-acide clavulanique est commercialisée sous le nom de Claventin.
L'acide clavulanique est également étudié pour ses propriétés d'inhibition de la glutamate carboxypeptidase II, qui lui confèrent des vertus aphrodisiaques et antidépressives. Le laboratoire Rexahn menait jusqu'en 2013 des essais cliniques de phase II sur des formulations à libération prolongée (Serdaxine) et à libération instantanée (RX-10100 ou Zoraxel) dans le traitement de la dépression majeure.

## Mécanisme d'action
Chez certaines espèces bactériennes, on constate une résistance aux bêta-lactamines qui fait intervenir des enzymes appelées bêta-lactamases. Ces enzymes hydrolysent le noyau bêta-lactame, partie active des bêta-lactamines, rendant l'antibiotique inefficace. L'acide clavulanique est un substrat suicide de certaines bêta-lactamases, en se fixant de façon irréversible sur ces enzymes. Conjointement administré à une pénicilline, il permet ainsi de restaurer les effets de cette pénicilline sur des souches productrices de bêta-lactamases, comme Klebsiella, ou E. coli productrices de l'enzyme TEM.
L'acide clavulanique restaure le spectre initial (c'est-à-dire avant le développement d'une résistance notamment plasmidique) de l'antibiotique auquel il est adjoint ; il l'étend aussi à certaines bactéries naturellement productrices de bêta-lactamase, comme celles du genre Bacteroides.
Malheureusement, il existe cependant des souches, productrices de bêta-lactamase(s), qui deviennent résistantes à cet inhibiteur par mutations, ainsi que des bactéries naturellement hautement productrices de bêta-lactamase(s).